# هدف ۱۴ توسعه پایدار

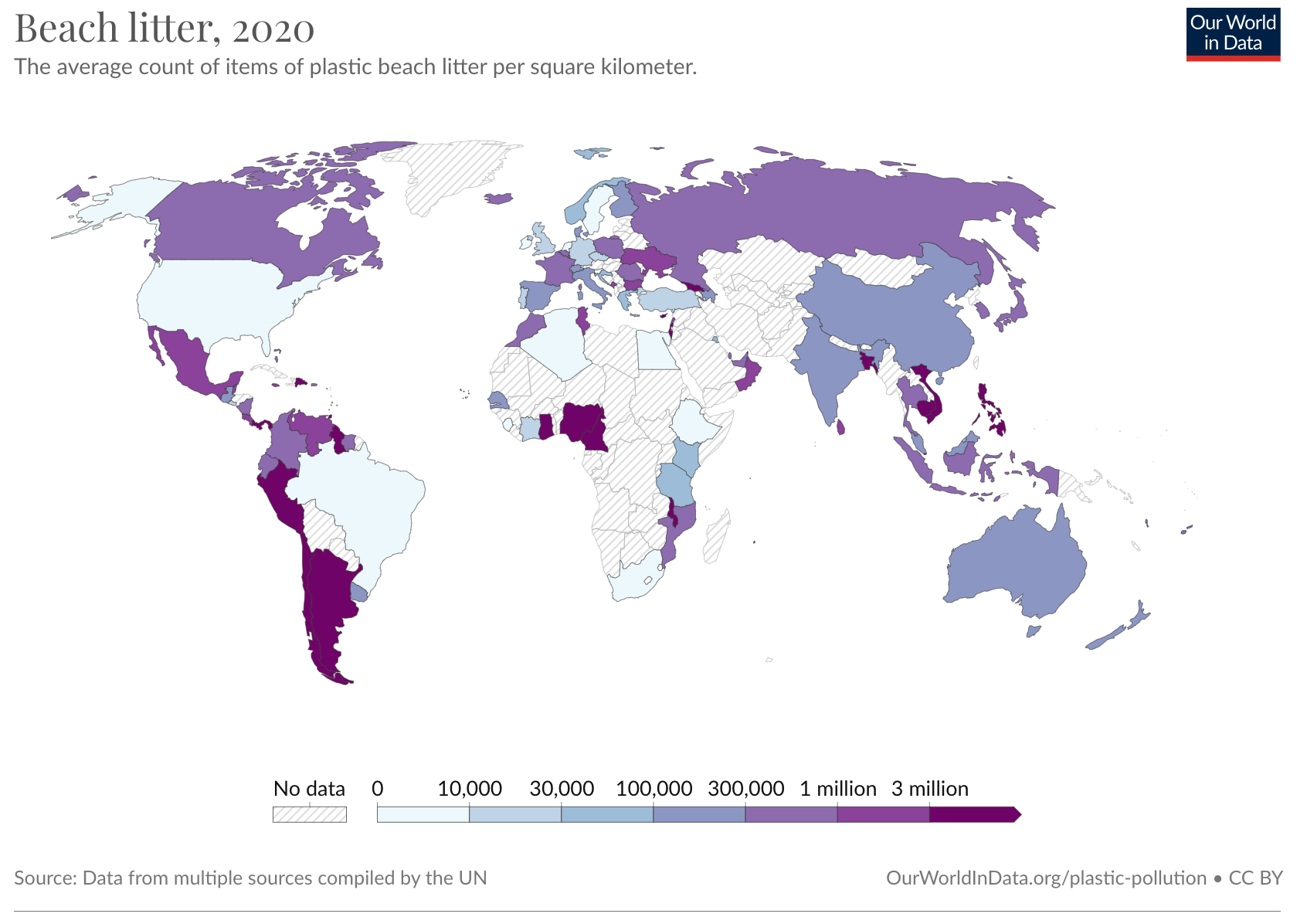
نقشه جهانی برای نشانگر ۱۴٫۱٫۱ - آلودگی دریایی به عنوان زباله ساحلی در سراسر جهان در سال ۲۰۲۰ یافت شد.

هدف ۱۴ توسعه پایدار (هدف ۱۴ یا SDG 14) دربارهٔ «زندگی زیر آب» است و یکی از ۱۷ هدف توسعه پایدار است که توسط سازمان ملل در سال ۲۰۱۵ ایجاد شد. عبارت رسمی این است که «حفظ و استفاده پایدار از اقیانوس‌ها، دریاها و منابع دریایی برای توسعه پایدار». این هدف خود ده هدف دارد که باید تا سال ۲۰۳۰ محقق شود. پیشرفت به سوی هر هدف با یک شاخص اندازه‌گیری می‌شود.
بر اساس گزارش ۲۰۲۰ دربارهٔ پیشرفت به سوی اهداف توسعه پایدار، «تلاش‌های کنونی برای حفاظت از محیط‌های کلیدی دریایی و ماهیگیران در مقیاس کوچک و سرمایه‌گذاری در علوم اقیانوسی هنوز نیاز فوری به حفاظت از این منبع عظیم و شکننده را برآورده نکرده است».

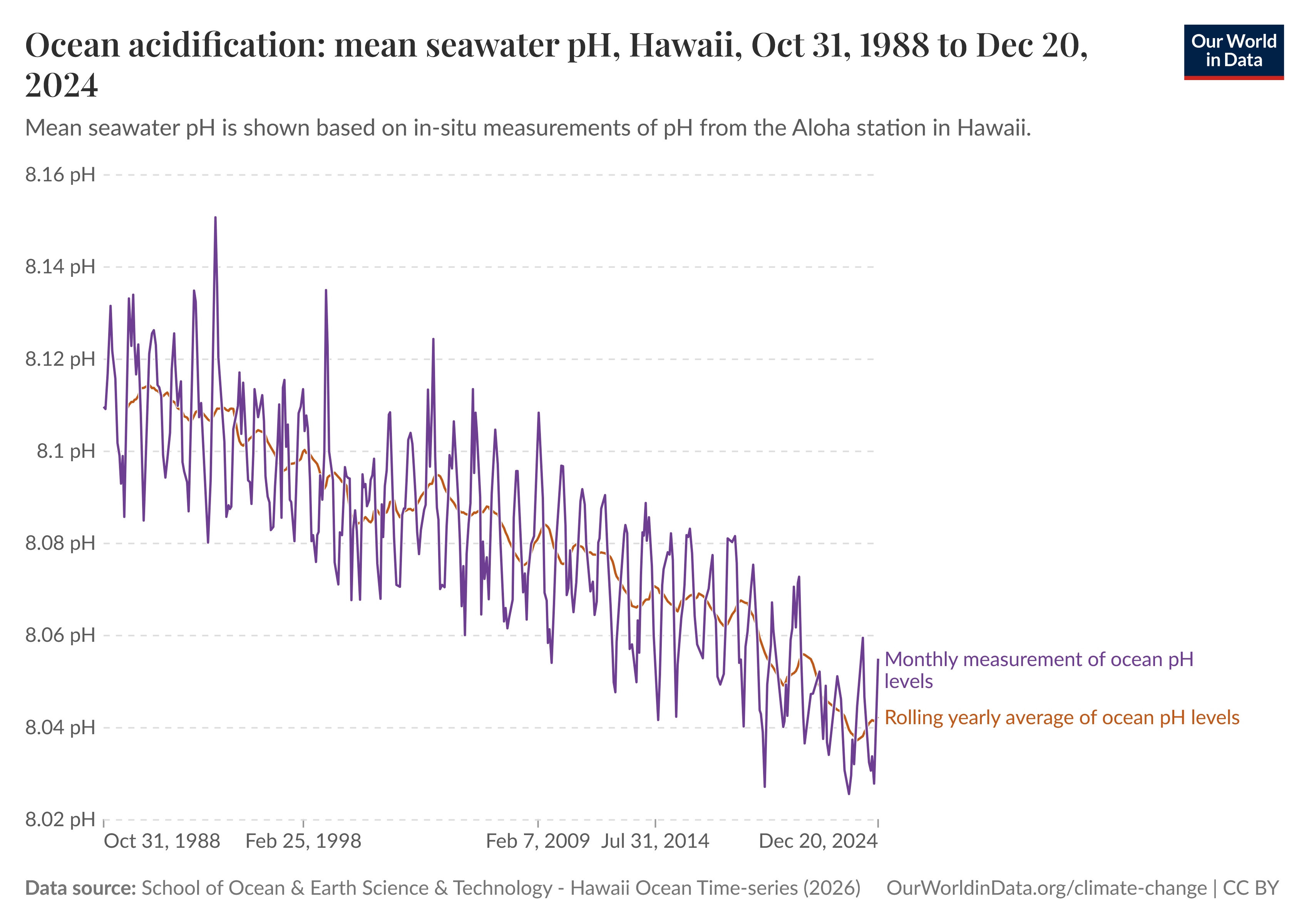
اسیدی شدن اقیانوس: میانگین pH آب دریا. میانگین pH آب دریا بر اساس اندازه‌گیری درجای pH از ایستگاه آلوها نشان داده شده است.

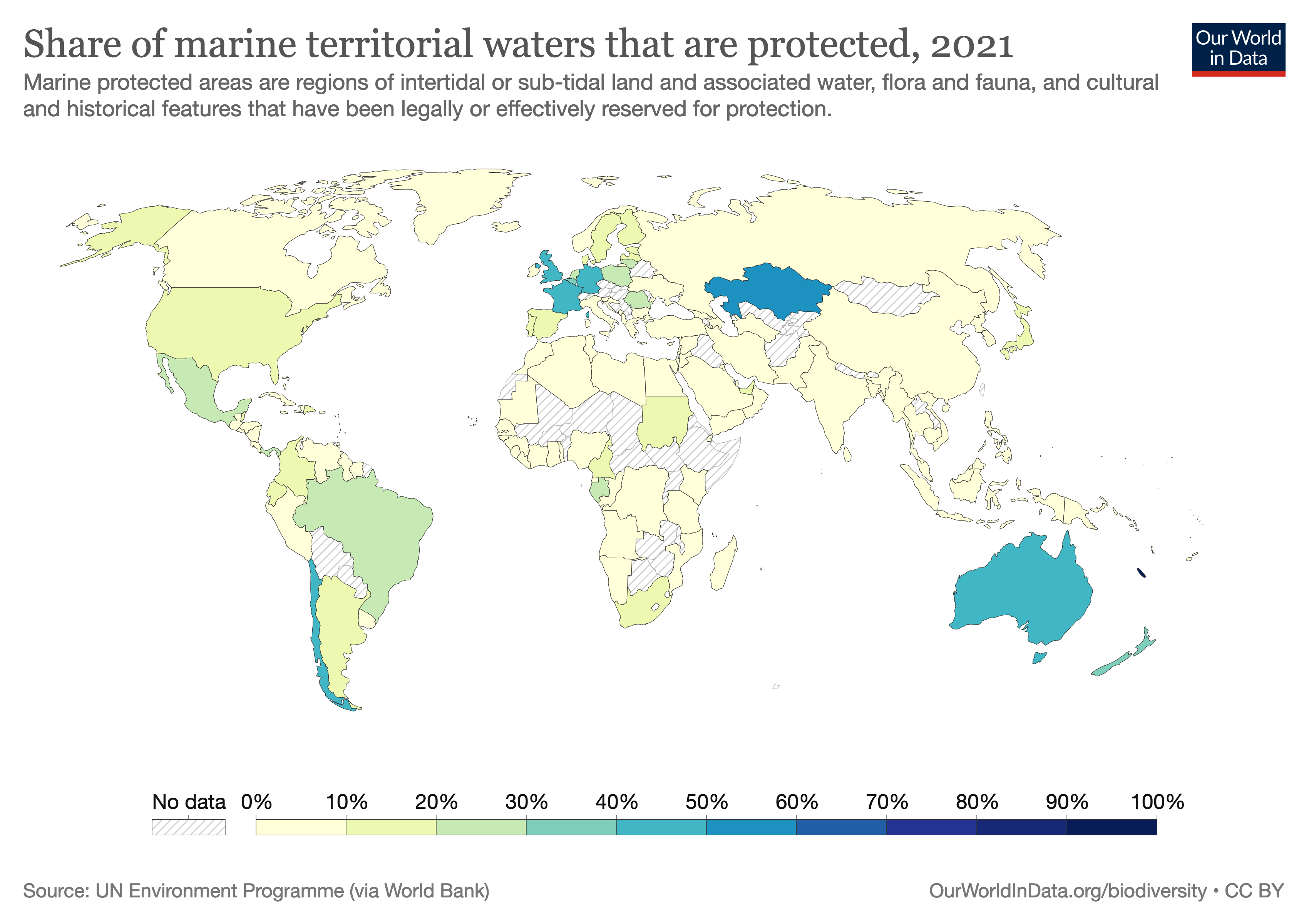
نقشه جهانی برای نشانگر ۱۴٫۵٫۱ - سهم آبهای سرزمینی دریایی که در سال ۲۰۱۷ محافظت می‌شوند